# Laska Jakuba

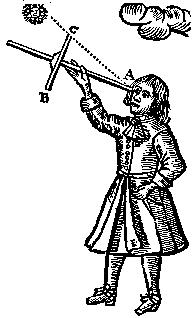
Laska Jakuba – ilustracja z książki Practical navigation Johna Sellera (1669)

Laska Jakuba (ew. Laska św. Jakuba) – przyrząd nawigacyjny w postaci prostej listwy z ruchomą poprzeczką, stosowany w żeglarstwie, służący do mierzenia wysokości ciał niebieskich nad horyzontem, a także kątów poziomych i pionowych pomiędzy obiektami widocznymi na Ziemi. Wyparta w XVIII w. przez sekstant.